# Pierre Fakhoury
Pierre Fakhoury (ur. 21 sierpnia 1943 w Dabou) – iworyjsko–libański architekt, główny projektant bazyliki Matki Bożej Królowej Pokoju w Jamusukro (fr. Basilique de Notre Dame de la Paix de Yamoussoukro), największego kościoła na świecie i najwyższej świątyni w Afryce.

## Życiorys
Z pochodzenia jest Libańczykiem. Jego rodzice w 1935 roku przyjechali i zamieszkali w Wybrzeżu Kości Słoniowej. Pierre uczył się w Libanie w katolickiej szkole. W 1965 roku wyjechał do Belgii, aby studiować architekturę. Założył firmę Pierre Fakhoury Operator Africa (PFO).

## Życie prywatne
Podczas studiów w Belgii ożenił się. Ma dwie córki i syna. 

## Wybrane realizacje
- Bazylika Matki Boskiej Królowej Pokoju[3]
- 2000 - przeniesienie stolicy do Jamusuko[4]
- renowacja pałacu zbudowanego w Libreville (Le palais du bord de mer) w którym w 1975 roku odbył się szczyt Organizacji Jedności Afrykańskiej (OAU). Trwała ona 5 lat i została ukończona w 2006 roku[5].
- 2015 - renowacja siedziby Afrykańskiego Banku Rozwoju w Abidżanie[6]